# Dave Doran
Dave Doran (* 10. November 1957 in Laughlinstown bei Dublin) ist ein Schweizer Fusion- und Jazz-Schlagzeuger irischer Herkunft.

## Leben und Wirken
Doran stammt aus einer musikalischen Familie; seine Geschwister sind die Jazzmusiker Christy und Brigeen Doran. Bereits mit sechzehn Jahren trat er beim Open-Air-Festival in Augst auf, wo er ein Stipendium für die Swiss Jazz School gewann. Die Gruppe Kiol, in der er mit seiner Schwester, Heinz Affolter, Raoul Walton und Fernando Saunders spielte, erweckte auch international Aufmerksamkeit, führte zu Auftritten auf den Berliner Jazztagen und dem Festival in Belgrad (1982) und 1983 zur Tätigkeit als Vorgruppe von Billy Cobhams Glasmenagerie. Zeitgleich kommt es zur Zusammenarbeit im Duo mit Bruder Christy Doran. Es folgen Studien an der New Yorker Drummers Collective School bei Alex Acuña und Lenny White. In den folgenden Jahren spielt er in Trios mit Jasper van’t Hof, Peter Ponger und Christy Doran geprägt, aber auch durch das „May 84 Projekt“ mit Dom Um Romão, Norma Winstone, Rosko Gee, Urs Leimgruber, Trilok Gurtu und Christy Doran und einen Auftritt beim Jazz Festival Willisau. In den nächsten Jahren wirkt er beim Tanzprojekt Trommeltanz (1985) sowie beim Stadttheater Luzern bei den Aufführungen von Die Bachantinnen mit. 
Mit der Gruppe Doran, Cook & Miller, zu der neben seiner Schwester Brigeen noch Mark Koch und Fredy Müller gehörten, tourte Doran 1986 durch die damalige DDR. 1987 entstand die Doran Band, zu der die Geschwister Brigeen, Christy, Dave Doren mit dem Bassisten Fredy Müller gehörten; diese Formation, der 1988 der Werkbeitrag von Stadt und Kanton Luzern zugesprochen wurde, spielte in den USA, wo sie auch in der Knitting Factory in New York auftraten. 1993 schrieb er Filmmusiken (für Delikatessen des Schweizer Fernsehens DRS). Mit seiner Gruppe Jazzrap tourte er mehrfach durch Europa und trat 1995 beim Internationalen Jazzfestival Tallinn auf. 1997 tourte er mit Rhythm Voice (Roland Philipp, Mamadu Mbaye, Bruno Amstad und Gianni Lüscher) durch die Schweiz und Deutschland. Mit der Einspielung von Rhythm Voice feat. Mr. Defunkt Joseph Bowie erhielt er ausgezeichnete Kritiken (für Michael Möhring (Jazzthetik) war dies eine der besten Platten des Jahres 1998). In den nächsten Jahren gehören auch Kelvyn Bell bzw. Jean-Paul Bourelly zu Rhythm Voice.
Doran produzierte zudem Drum & Bass-Tracks und begann ein Solodrum-Projekt. Weiterhin formierte er die akustische Special Edition mit Heiri Känzig, Christoph Stiefel und Dave Feusi. Mit seinem Bruder Christy verfolgte er das Projekt XL Target. Außerdem spielte er mit Musikern wie Bobby Burri, Glenn Ferris, Vinny Golia, Olivier Magnenat und war an Alben von Brigeen Doran, Yvonne Moore, Byron D. Hopson und Funkology beteiligt.

## Diskographische Hinweise
- Kjol: Sunny Day (1980)
- Doran: Antenna Out (1982)
- Rhythm Voice feat. Mr. Defunkt Joseph Bowie (Plainisphare PL 1267–109, 1994)
- Rhythm Voice The New Rhythm Culture (mit Joseph Bowie, Kelvyn Bell, Mamadou Mbaye, Don Pfäffli und Gianni Luescher Plainisphare, 2000)
- XL Target Nubtz Remix (mit Christy Doran, Unit Records 2011)

## Lexikalischer Eintrag
- Bruno Spoerri (Hrsg.):  Biografisches Lexikon des Schweizer Jazz  CD-Beilage zu: Spoerri, Bruno (Hrsg.): Jazz in der Schweiz. Geschichte und Geschichten. Chronos-Verlag, Zürich 2005, ISBN 3-0340-0739-6